# Henri Delaunay
Henri Delaunay (Paris, 15 de junho de 1883 - Ville-d'Avray, 9 de novembro de 1955) foi um dirigente de futebol francês.

## Biografia
Depois de jogar pelo time do Paris Étoile des Deux Lacs, ele se tornou árbitro. Aposentou-se após um incidente durante uma partida entre AF Garenne-Doves e ES Benevolence, quando engoliu o apito e quebrou dois dentes ao ser acertado em cheio no rosto pela bola.
Começou sua carreira como administrador em 1905, quando se tornou presidente da Étoile des Deux Lacs, então secretário-geral do Comité Français Interfédéral (CFI), o ancestral da Federação Francesa de Futebol. Quando o CFI se tornou a Federação Francesa de Futebol em 1919, ele permaneceu como secretário-geral.
Como membro da FIFA, ele fez parte da diretoria como deputado de 1924 a 1928. Junto com Jules Rimet, ele foi um dos primeiros arquitetos da Copa do Mundo da FIFA. Ele também foi um dos primeiros proponentes da Copa dos Campeões Europeus, já na década de 1920.
Junto com Jules Rimet, ele foi o grande responsável pela criação do Campeonato Europeu de Futebol, cujo troféu leva o seu nome, tendo-o proposto pela primeira vez em 1927. A primeira edição do torneio ocorreu em 1960.
Foi Secretário-Geral da UEFA desde a sua fundação, em 15 de Junho de 1954, até à sua morte. Quando ele morreu em 1955, foi sucedido como chefe da UEFA por seu filho Pierre Delaunay.